# Bryan Allen
Bryan Allen, född 21 augusti 1980 i Kingston, Ontario, är en kanadensisk professionell ishockeyspelare som för närvarande spelar för Montreal Canadiens i NHL. Han har tidigare spelat för Vancouver Canucks, Florida Panthers, Carolina Hurricanes och Anaheim Ducks i NHL. Allen valdes som 4:e spelare totalt av Vancouver Canucks i NHL-draften 1998.

## Statistik

### Klubbkarriär
| 1995–96    | Amherstview Jets    | EOJCHL     | 36  | 1  | 16 | 17  | 71  | —  | — | — | — | —  |
| 1996–97    | Oshawa Generals     | OHL        | 60  | 2  | 4  | 6   | 76  | 18 | 1 | 3 | 4 | 26 |
| 1997–98    | Oshawa Generals     | OHL        | 48  | 6  | 13 | 19  | 126 | 5  | 0 | 5 | 5 | 18 |
| 1998–99    | Oshawa Generals     | OHL        | 37  | 7  | 15 | 22  | 77  | 15 | 0 | 3 | 3 | 26 |
| 1999–00    | Oshawa Generals     | OHL        | 3   | 0  | 2  | 2   | 12  | 3  | 0 | 0 | 0 | 13 |
| 1999–00    | Syracuse Crunch     | AHL        | 9   | 1  | 1  | 2   | 11  | 2  | 0 | 0 | 0 | 2  |
| 2000–01    | Kansas City Blades  | IHL        | 75  | 5  | 20 | 25  | 99  | —  | — | — | — | —  |
| 2000–01    | Vancouver Canucks   | NHL        | 6   | 0  | 0  | 0   | 0   | 2  | 0 | 0 | 0 | 2  |
| 2001–02    | Manitoba Moose      | AHL        | 68  | 7  | 18 | 25  | 121 | 5  | 0 | 1 | 1 | 8  |
| 2001–02    | Vancouver Canucks   | NHL        | 11  | 0  | 0  | 0   | 6   | —  | — | — | — | —  |
| 2002–03    | Manitoba Moose      | AHL        | 7   | 0  | 1  | 1   | 4   | —  | — | — | — | —  |
| 2002–03    | Vancouver Canucks   | NHL        | 48  | 5  | 3  | 8   | 73  | 1  | 0 | 0 | 0 | 2  |
| 2003–04    | Vancouver Canucks   | NHL        | 74  | 2  | 5  | 7   | 94  | 4  | 0 | 0 | 0 | 2  |
| 2004–05    | Khimik Voskresensk  | RSL        | 19  | 0  | 3  | 3   | 34  | —  | — | — | — | —  |
| 2005–06    | Vancouver Canucks   | NHL        | 77  | 7  | 10 | 17  | 115 | —  | — | — | — | —  |
| 2006–07    | Florida Panthers    | NHL        | 82  | 4  | 21 | 25  | 112 | —  | — | — | — | —  |
| 2007–08    | Florida Panthers    | NHL        | 73  | 2  | 14 | 16  | 67  | —  | — | — | — | —  |
| 2008–09    | Florida Panthers    | NHL        | 2   | 0  | 1  | 1   | 0   | —  | — | — | — | —  |
| 2009–10    | Florida Panthers    | NHL        | 74  | 4  | 9  | 13  | 99  | —  | — | — | — | —  |
| 2010–11    | Florida Panthers    | NHL        | 53  | 4  | 8  | 12  | 63  | —  | — | — | — | —  |
| 2010–11    | Carolina Hurricanes | NHL        | 19  | 0  | 5  | 5   | 19  | —  | — | — | — | —  |
| 2011–12    | Carolina Hurricanes | NHL        | 82  | 1  | 13 | 14  | 76  | —  | — | — | — | —  |
| NHL totalt | NHL totalt          | NHL totalt | 601 | 29 | 89 | 118 | 724 | 7  | 0 | 0 | 0 | 6  |